# Краснолипьевское сельское поселение
Краснолипьевское сельское поселение — муниципальное образование в Репьёвском районе Воронежской области.
Административный центр — село Краснолипье.

## Достопримечательности
Церковь Косьмы и Дамиана (строится).

## Административное деление
В состав поселения входят 2 населенных пункта:
- село Краснолипье;
- хутор Дубинин.

## Население
| 2010  | 2012  | 2013  | 2014  | 2015  | 2016  | 2017  |
| ----- | ----- | ----- | ----- | ----- | ----- | ----- |
| 1539  | ↗1545 | ↗1573 | ↘1554 | ↘1544 | ↘1532 | ↗1570 |
| 2018  |       |       |       |       |       |       |
| ↘1561 |       |       |       |       |       |       |